# Samuel Hickson
Samuel (Sam) Hickson was een Engelse voetballer. Hij was als aanvaller verscheidene seizoenen actief bij RFC de Liège. Hij werd in zowel 1896 als 1897 topschutter in de Belgische competitie.
Ook zijn broer Stanley Hickson voetbalde rond 1900 voor Luik. Het zou tot de jaren 1960 duren alvorens nog eens een spits van Luik topschutter werd. Victor Wegria werd toen vier keer topscorer.
In 1896, 1898 en 1899 werd Hickson ook telkens landskampioen met Club Luik.